# Сложение скоростей
При рассмотрении сложного движения (когда точка или тело движется в одной системе отсчёта, а эта система отсчёта в свою очередь движется относительно другой системы) возникает вопрос о связи скоростей в двух системах отсчёта.

## Классическая механика
В классической механике абсолютная скорость точки равна векторной сумме её относительной и переносной скоростей:
{\displaystyle {\vec {v}}_{a}={\vec {v}}_{r}+{\vec {v}}_{e}.}
Данное равенство представляет собой содержание утверждения теоремы о сложении скоростей.
Простым языком: Скорость движения тела относительно неподвижной системы отсчёта равна векторной сумме скорости этого тела относительно подвижной системы отсчета и скорости (относительно неподвижной системы) той точки подвижной системы отсчёта, в которой в данный момент времени находится тело.

### Примеры
1. Абсолютная скорость мухи, ползущей по радиусу вращающейся граммофонной пластинки, равна сумме скорости её движения относительно пластинки и той скорости, которую имеет точка пластинки под мухой относительно земли (то есть с которой её переносит пластинка за счёт своего вращения).
2. Если человек идёт по коридору вагона со скоростью 5 километров в час относительно вагона, а вагон движется со скоростью 50 километров в час относительно Земли, то человек движется относительно Земли со скоростью 50 + 5 = 55 километров в час, когда идёт по направлению движения поезда, и со скоростью 50 — 5 = 45 километров в час, когда он идёт в обратном направлении. Если человек в коридоре вагона движется относительно Земли со скоростью 55 километров в час, а поезд со скоростью 50 километров в час, то скорость человека относительно поезда 55 — 50 = 5 километров в час.
3. Если волны движутся относительно берега со скоростью 30 километров в час, и корабль также со скоростью 30 километров в час, то волны движутся относительно корабля со скоростью 30 — 30 = 0 километров в час, то есть относительно корабля они становятся неподвижными.

## Релятивистская механика
В XIX веке физика столкнулась с проблемой распространения этого правила сложения скоростей на оптические (электромагнитные) процессы. По существу произошёл конфликт между двумя идеями классической механики (первая — Пространство-время теории Ньютона, вторая — принцип относительности), перенесёнными в новую область — теорию электромагнитных процессов.
Например, если рассмотреть пример с волнами на поверхности воды из предыдущего раздела и попробовать обобщить на электромагнитные волны, то получится противоречие с наблюдениями (см., например, опыт Майкельсона).
Классическое правило сложения скоростей соответствует преобразованию координат от одной системы осей к другой системе, движущиеся относительно первой без ускорения. Если при таком преобразовании мы сохраняем понятие одновременности, то есть сможем считать одновременными два события не только при их регистрации в одной системе координат, но и во всякой другой инерциальной системе, то преобразования называются галилеевыми. Кроме того, при галилеевых преобразованиях пространственное расстояние между двумя точками — разница между их координатами в одной инерциальной системе отсчёта — всегда равно их расстоянию в другой инерциальной системе.
Вторая идея — принцип относительности. Находясь на корабле, движущемся равномерно и прямолинейно, нельзя обнаружить его движение какими-то внутренними механическими эффектами. Распространяется ли этот принцип на оптические эффекты? Нельзя ли обнаружить абсолютное движение системы по вызванным этим движением оптическим или, что то же самое, электродинамическим эффектам? Интуиция (довольно явным образом связанная с классическим принципом относительности) говорит, что абсолютное движение нельзя обнаружить какими бы то ни было наблюдениями. Но если свет распространяется с определённой скоростью относительно каждой из движущихся инерциальных систем, то эта скорость изменится при переходе от одной системы к другой. Это вытекает из классического правила сложения скоростей. Говоря математическим языком, величина скорости света не будет инвариантна относительно галлилеевых преобразований. Это нарушает принцип относительности, вернее, не позволяет распространить принцип относительности на оптические процессы. Таким образом электродинамика разрушила связь двух, казалось бы, очевидных положений классической физики — правила сложения скоростей и принципа относительности. Более того, эти два положения применительно к электродинамике оказались несовместимыми.
Специальная теория относительности даёт ответ на этот вопрос. Она расширяет понятие принципа относительности, распространяя его и на оптические процессы. Одновременно специальная теория относительности кардинально изменяет представления о пространстве и времени. Правило сложения скоростей при этом не отменяется совсем, а лишь уточняется для больших скоростей с помощью преобразования Лоренца:

{\displaystyle v_{rel}={\frac {{v}_{1}+{v}_{2}}{1+{\dfrac {{v}_{1}{v}_{2}}{c^{2}}}}}.}

Можно заметить, что в случае, когда {\displaystyle v/c\rightarrow 0}, преобразования Лоренца переходят в преобразования Галилея. Это говорит о том, что механика в специальной теории относительности сводится к механике Ньютона при скоростях, малых по сравнению со скоростью света. Это объясняет, каким образом соотносятся специальная теория относительности и классическая механика — первая является обобщением второй.